# Гай Силий Авъл Цецина Ларг
Гай Силий Авъл Цецина Ларг (на латински: Gaius Silius Aulus Caecina Largus; † 24 г.) е политик и сенатор на ранната Римска империя.

## Биография
Произлиза от фамилията Силии и е вероятно син на Публий Силий Нерва (суфектконсул 20 пр.н.е.).
Силий е близък приятел с Германик. През 13 г. Силий e консул заедно с Луций Мунаций Планк. След това през 14 г. той е главнокомандващ на горногерманската войска и получава за успехите си там през 15 г. триумф. Следващите седем години той е успешно с титла модератор под командването на Германик на тази територия.
През 18 г. Силий има задача да състави флота. След две години походът му против хатите има успех. През 21 г. той потушава бунта на Юлий Сакровир.
През 24 г. е обвинен в изнуда от Луций Виселий Варон (консул през 24 г.). Силий се самоубива преди да е осъден. Голяма част от състоянието му е конфискувано.

## Фамилия
Жени се за Сосия Гала. Баща е на:
- Гай Силий, женен за Валерия Месалина, съпругата на император Клавдий.